# Septoria mougeotii
Septoria mougeotii är en svampart som beskrevs av Sacc. & Roum. 1884. Septoria mougeotii ingår i släktet Septoria och familjen Mycosphaerellaceae.   Inga underarter finns listade i Catalogue of Life.